# Campo de prisioneros de Lapušnik
Lapušnik o el campo de prisioneros de Llapushnik fue un campo de detención (también conocido como prisión y campo de concentración Lapušnik), cerca de la ciudad de Glogovac en el centro de Kosovo durante la guerra de Kosovo de 1999. El campo fue utilizado por el Ejército de Liberación de Kosovo para recoger y confinar a centenares de presos varones de nacionalidad serbia.
En 2003, el Tribunal Penal Internacional para la ex Yugoslavia (TPIY) acusó a Fatmir Limaj, Isak Musliu y Haradin Bala por crímenes de guerra en relación con detenidos en este campo. En noviembre de 2005, todos los acusados, con excepción Haradin Bala, fueron declarados inocentes y liberados. Haradin Bala, un guardia, fue condenado a 13 años de prisión por encarcelamiento ilegal, tratos crueles, actos inhumanos y varios asesinatos.
Aunque se desconoce el número exacto de presos y el número de muertos, se sabe que al menos 23 personas perdieron la vida en este campo.